# Erich Müller (Admiral)
Erich Müller (* 3. April 1895; † 1967) war ein deutscher Konteradmiral der Kriegsmarine.

## Leben
Erich Müller trat im April 1914 in die Kaiserliche Marine ein. Als Seekadett und Fähnrich zur See war er bis April 1918 auf der Stuttgart. Zum 13. Juli 1916 wurde er hier Leutnant zur See. Anschließend war er bis Kriegsende als Wachoffizier auf den Torpedobooten T 136 und V 2 eingesetzt.
Nach dem Krieg wurde er in die Reichsmarine übernommen und hier am 28. September 1920 Oberleutnant zur See. Am 1. Februar 1926 wurde er Kapitänleutnant.
1936 war er als Korvettenkapitän (Beförderung am 1. April 1933) Referent beim Sperrversuchskommando der Sperrwaffen-Inspektion in Kiel. Von Oktober 1937 bis September 1939 war er Referent in MWa IV im OKM. Von Konteradmiral Kurt Ramien, welcher im September 1939 Suizid begangen hatte, übernahm er als Kommandeur das Sperrversuchskommando. Am 1. Januar 1943 wurde er zum Konteradmiral befördert. Im März 1943 war er Nachfolger von Vizeadmiral Walter Krastel als Chef der Amtsgruppe Sperrwaffen (SWa) im Marinewaffenamt des OKM und blieb bis Kriegsende in dieser Position.